# بروکس واکرمن
بروکس واکرمن (زاده ۱۵ فبریه ۱۹۷۷) یک موزیسین آمریکایی و نوازنده درامز می‌باشد.
وی با بندهای مختلفی از جمله مس منتال، بد ریلیجن، اونجد سون‌فولد و سویسایدال تندنسیز همکاری کرده است.
بروکس در تاریخ ۴ نوامبر ۲۰۱۵ به عنوان جایگزین درامر سابق بند هوی متال اونجد سون‌فولد یعنی آرین ایلیجی انتخاب و درامر رسمی این بند شد.